# クマ牧場

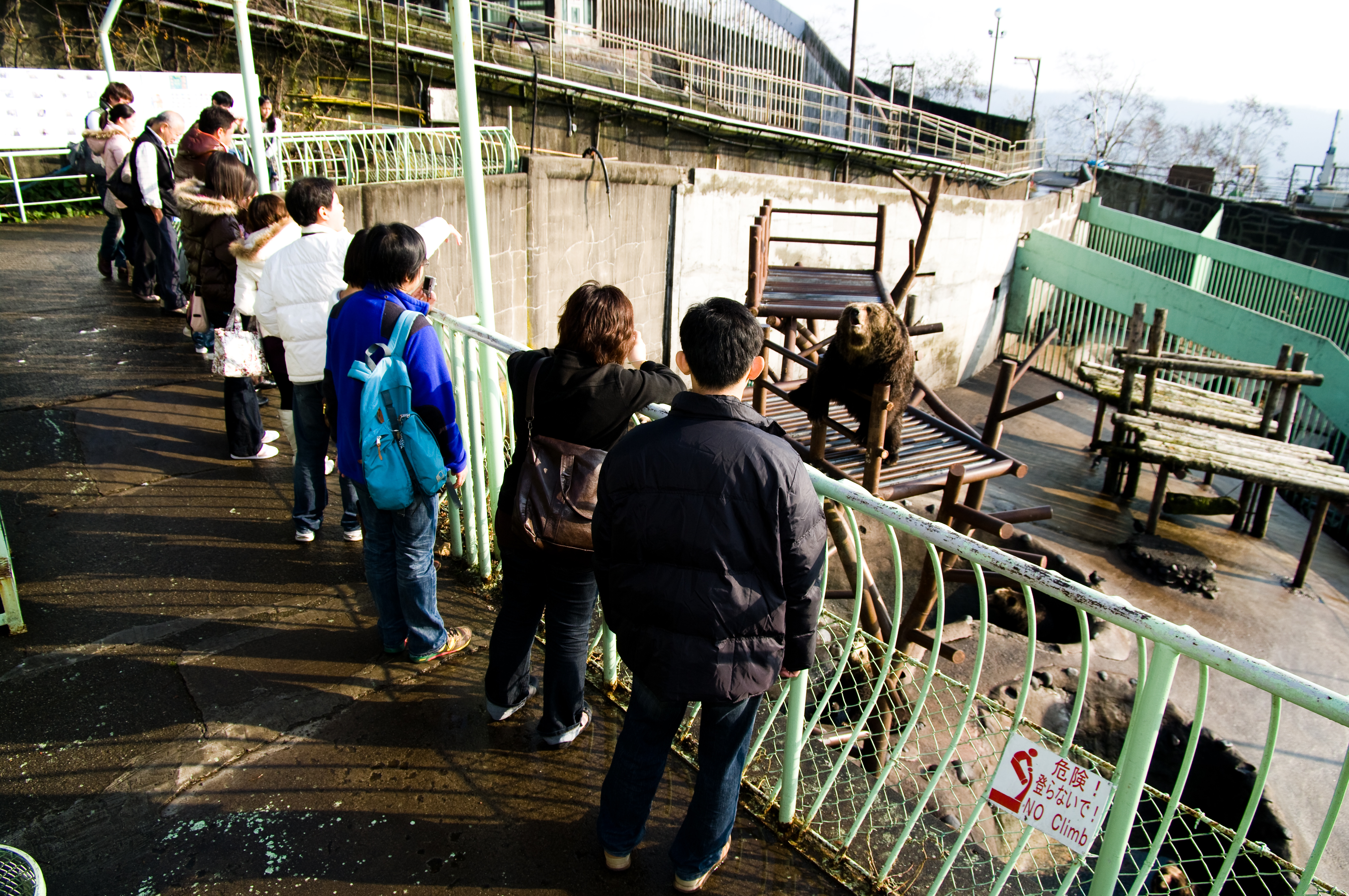
一般的な牧場

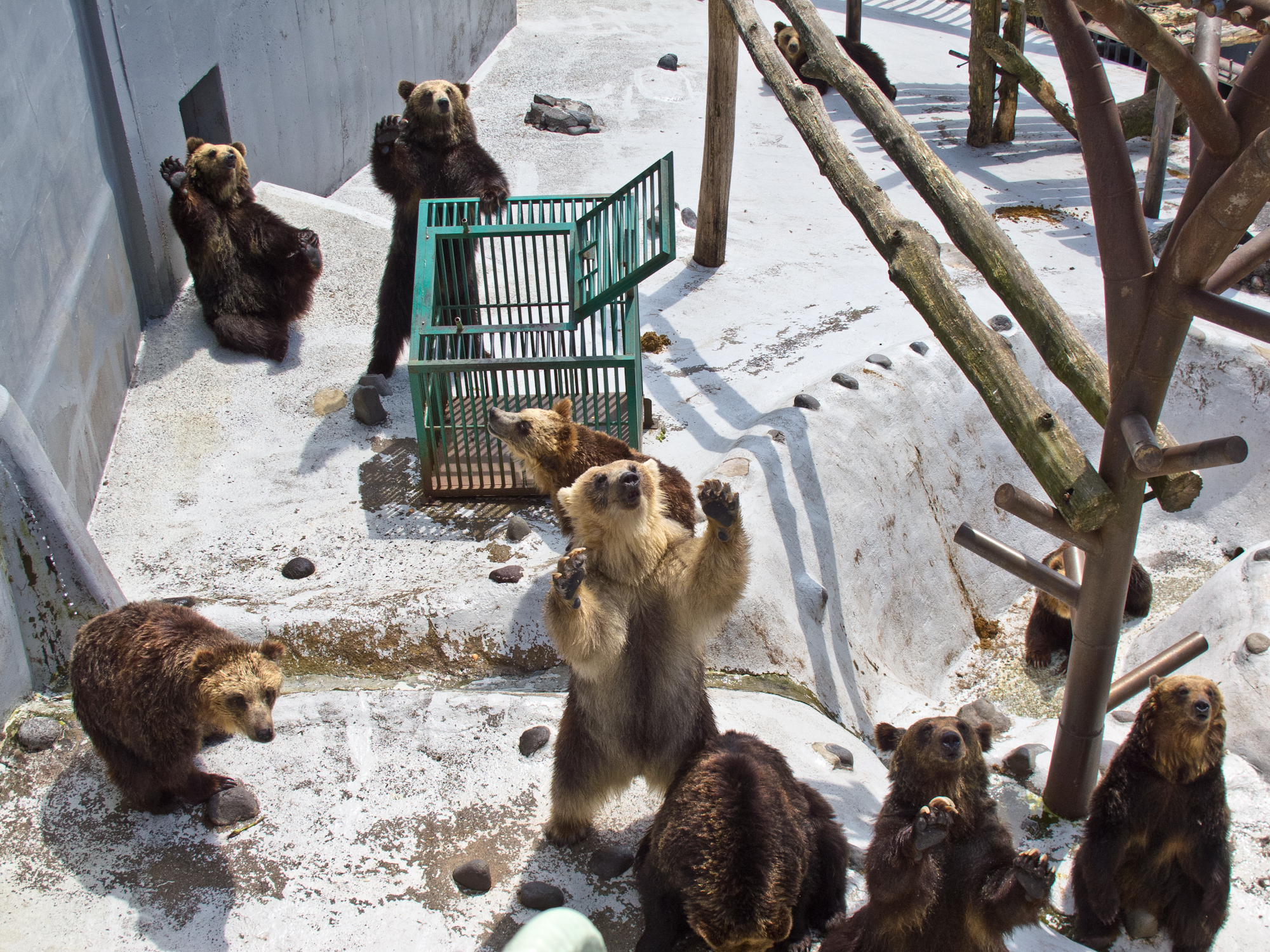
牧場のエゾヒグマ

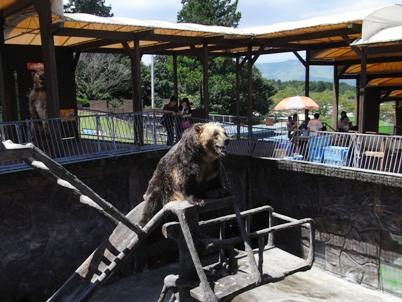
阿蘇カドリー・ドミニオン
（熊本県・阿蘇市）

クマ牧場（クマぼくじょう）は、クマを中心に展示飼養する動物園（テーマパーク、観光牧場）のこと。熊牧場と名乗る施設もある。多くはクマに給餌して楽しむことができる。北海道ののぼりべつクマ牧場が先駆けとなり、日本に広まる。野生に帰すことができないクマの保護収容施設となっている。
本来、牧場とは広い土地で家畜を放し飼いにする場所を指すが、日本ではクマの動物園に名付けられた『クマ牧場』( Bear Park )が有名であるため、これを中国などのクマの家畜繁殖場である『熊農場』( Bear Farm )と混同して用いる場合がある。中国の「熊農場」は動物園ではなく、熊製品生産のための畜産場であるが、日本ではそれと規模や施設に類似点があることから“クマ牧場”と誤って称することがある。

## 一覧
現在、日本には6つの熊牧場が開設されている。
- 北海道
  - のぼりべつクマ牧場 - 登別温泉（登別市）[3]
草分け。ヒグマは芸をしないという定説を打ち破り芸を披露し全国的な知名度を高めた。“人間の檻”というガラス室からヒグマを観察できる。雄では国内最高齢のヒグマ「ロコ」(1980年生まれ)を飼育する[4]。ヒグマ博物館を併設。学術研究が多い。
  - 昭和新山熊牧場 - 昭和新山・有珠山山麓[5]
およそ100頭のヒグマがいる。“人のオリ”があり身近でヒグマを観察できる。仔羆のミルクタイムがある。
道南地方ではただ一つの熊牧場。ヒグマで構成。
  - ベア・マウンテン - 新得町・サホロ岳（サホロリゾート内）[6]
日本初のベアマウンテン。敷地面積約15ヘクタールに野生に近い“クマの森”を構成。登別からヒグマを搬入。放し飼いにされたヒグマを遊歩道やサファリバスから観察。毎年、冬ごもり実証実験を行う。

- 秋田県
  - 北秋田市阿仁マタギの里熊牧場 - （北秋田市阿仁地区）[7]
日本で唯一、自治体が設置した熊牧場[8]。ツキノワグマ主流。

- 岐阜県
  - 奥飛騨クマ牧場[9]
ツキノワグマの飼育頭数では日本最大を誇る。クマのショーがある。

- 熊本県
  - 阿蘇カドリー・ドミニオン - 阿蘇市[10]
世界各地のクマが見られる。チンパンジーのパンくんを飼育し、またペンギンショーを行うなど、クマ以外の動物が過半を占める。

※一覧は、環境省による。

## 施設概要
ここでは日本で主に見られる施設の概要を述べる。
- 飼養場が高いコンクリート壁で構成される場合は、安全性が高い。
- 飼養場には木製又は金属製の台が設置されたり、遊具が設置されたり、池が設置される。
- 飼養場の底面は平面型が主流だが、斜面型もある。
- コンクリート製の飼養場の場合はホースで散水しながら清掃できる。

### クマのポーズ
- クマが後脚で立っている場合は、手(前脚)を上げる、手を振る、手を口に当てる、両手を挙げる、腹を叩く、など。
- クマが寝ころがっている場合は、手や足(後脚)を片方上げる、両手両足を上げる、足をⅤ字に開く、など。
- クマが座っている場合は、手だけでアピールする、足先を掴んでみせる、など。
- 池にいると、手で水面を叩く、など。

特にV字に足を開き、足先を手で掴むと、人間の“ヨガ”のポーズに似て見える。V字に綺麗に開脚して足先を掴むヒグマは、「全日本動物写真コンテスト」の作品「開脚」として、朝日新聞2010年10月25日朝刊に取り上げられている。

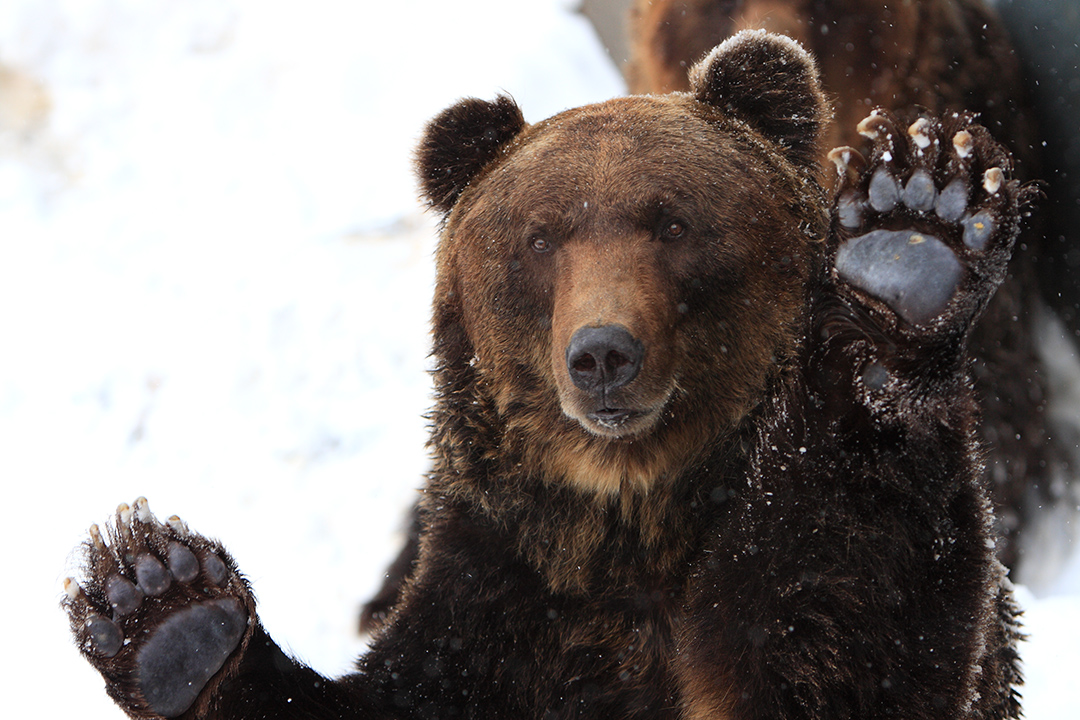
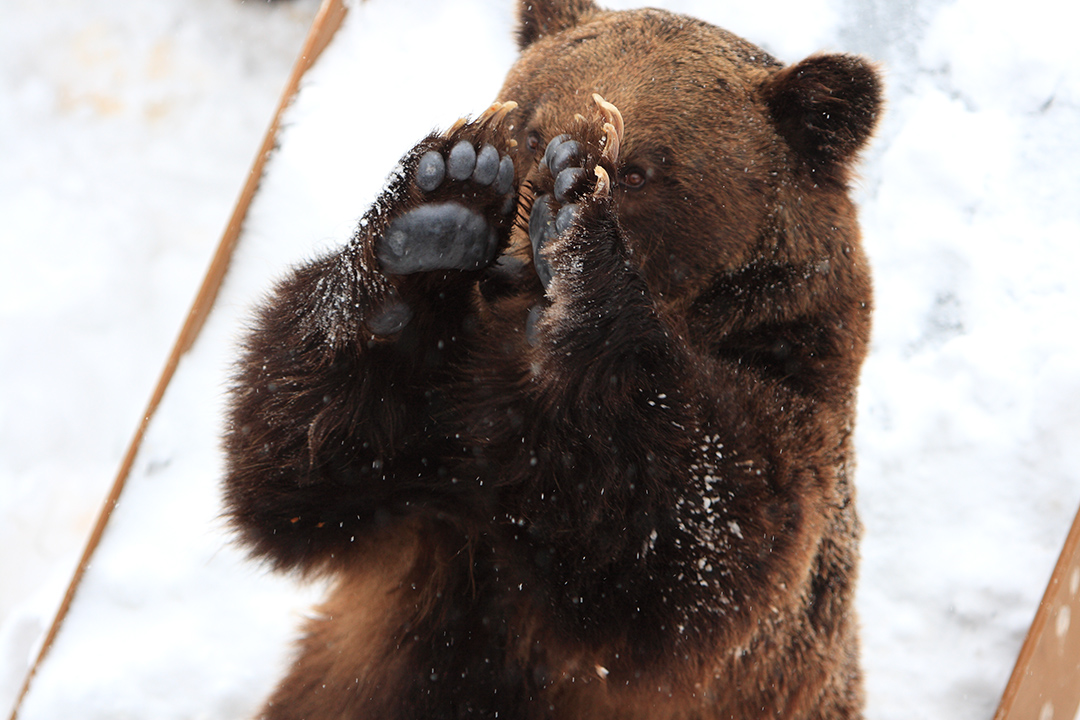
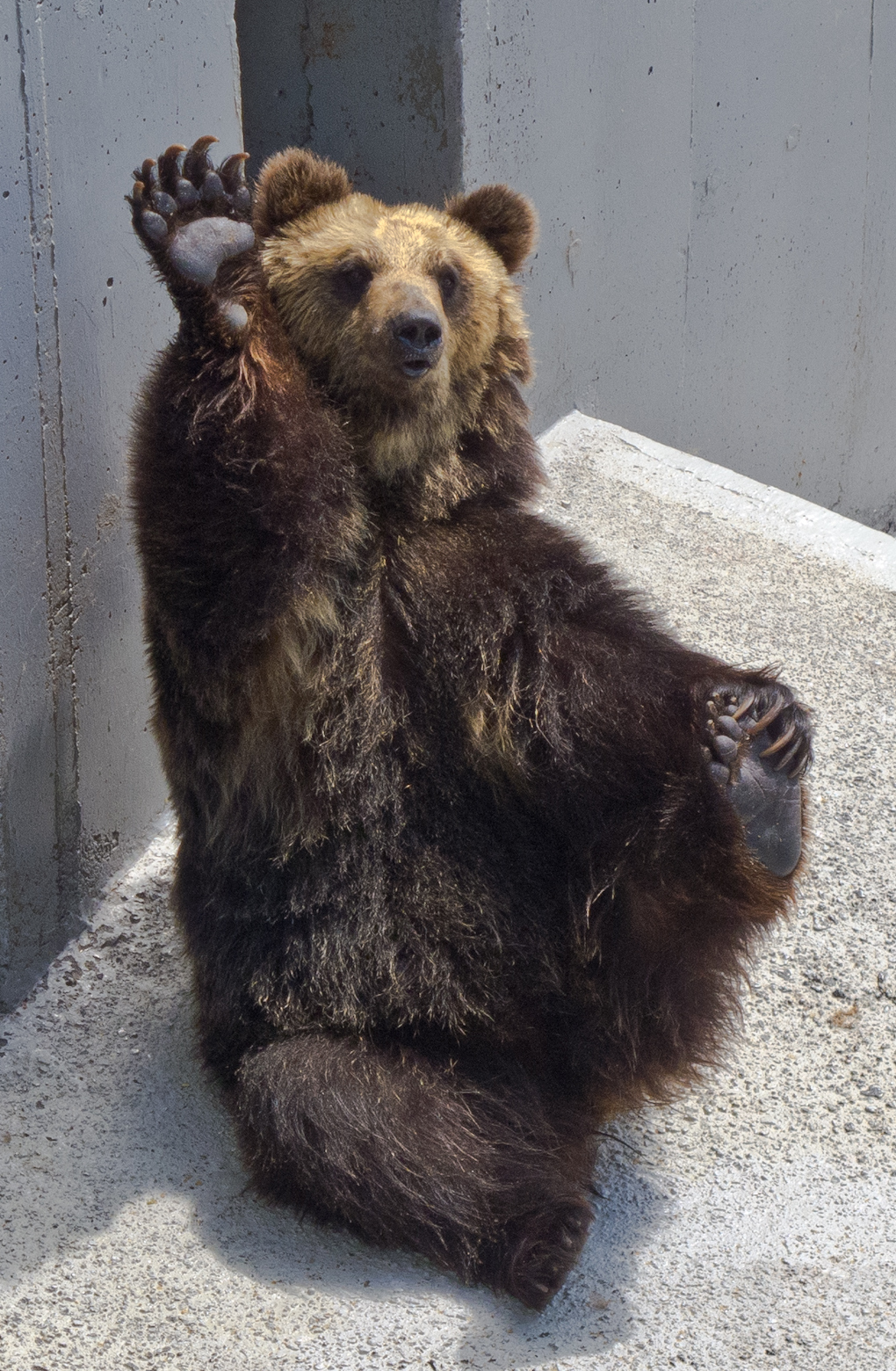
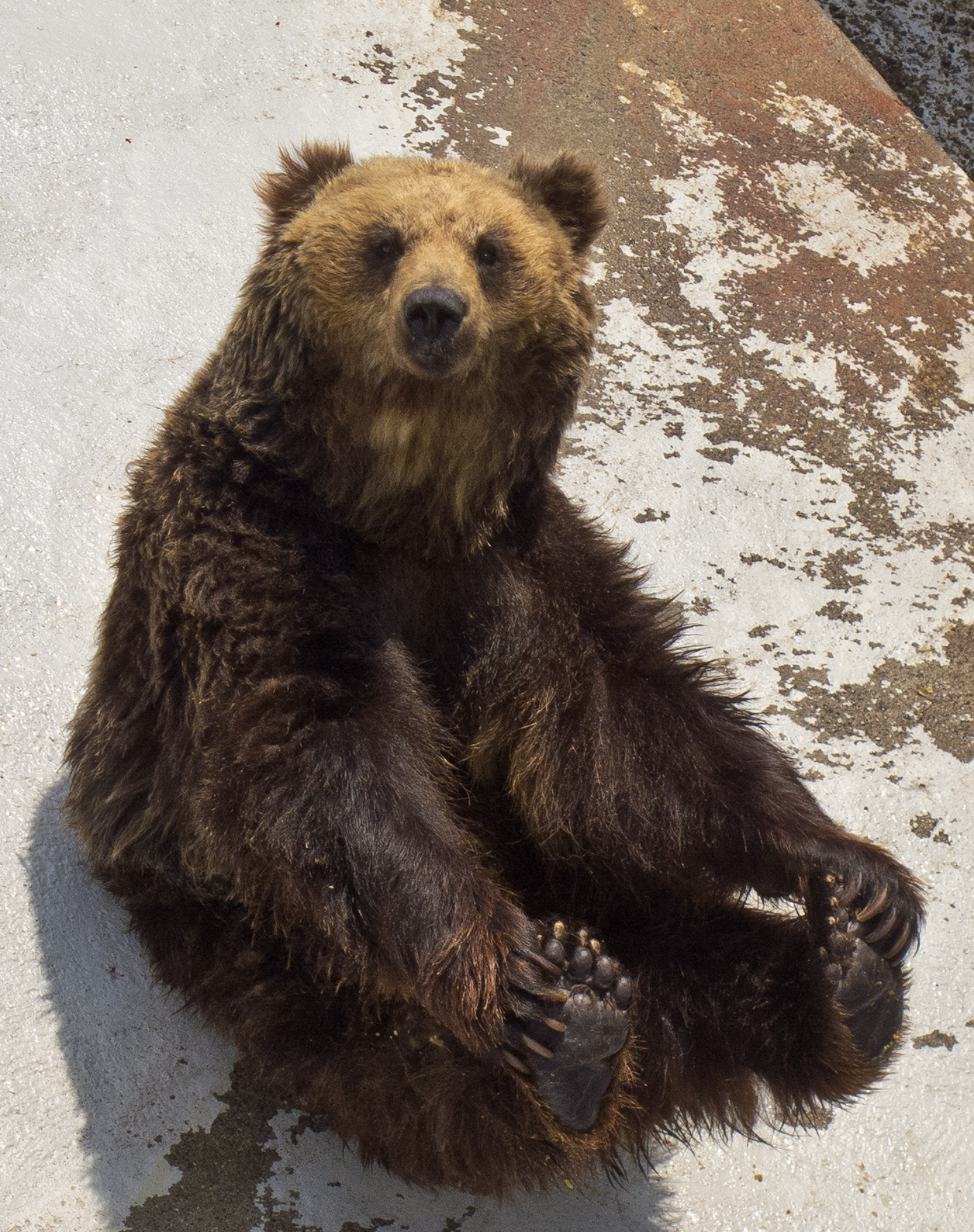

## クマのボスについて
クマは自然界でも順位があり、強いクマ優先であるが、おとなのオスを群れで飼育すると、「第一位」のクマが現れ、それを「ボス」と呼ぶ。クマはケンカが強いだけではボスになれず、他のクマの承認も重要で、いくら強くても嫌がられるだけの存在では、他のクマがボスとして認めない傾向にある。
ボスとなったクマは、定期的に牧場内を巡回（みまわり）するようになり、この行動は自分の力を誇示するもので、他のクマを圧倒し不要なケンカをなくす効果もある。そのため、群れの安定につながる。
のぼりべつクマ牧場では、ボスを決定する上でマーキングの回数や、攻撃（ケンカ）や威嚇（口ゲンカ）の原因や勝敗、結果なども記録し、集計をし、判断している。

## 社会的意義
- 動物園並みの設備を整え、野生動物の保護と観察、研究を行っているところもあり[14]、様々な研究や実証実験が熊牧場で行われた[15]。クマ対策ゴミ箱[16]や、ヒグマ事故の検証[17]なども行われている。クマに関する著作のある前田菜穂子は登別に勤務した[18][19]。
- 環境省によると動物園も含めた国内のクマの総飼育数は1204頭とされ[20]、その過半は熊牧場の所有である。熊牧場は動物園へのクマの供給源である[21]。又、登別で国内最高齢の雄ヒグマを飼育する他、阿蘇には国内最高齢のホッキョクグマもいた[22][23]。

## 行われる講座
- ここではのぼりべつクマ牧場での「飼育係によるレクチャー」[24]により先進例を見てみる。
  - 『クマの嫌いなもの』…食べ物の好き嫌い,嫌いな動物,火を怖がるか,嫌いな物,ランコが嫌なこと。[25]
  - 『飼育係のしごと』…6人の飼育係が行う一般的な仕事について。[26]
  - 『クマ牧場のボスについて』…第一位,マーキング,喧嘩の仲裁について。[27]
  - 『クマの耳について』…アレンの法則,聴力,クマよけ,ユキコについて,アイヌについて。[28]
  - 『クマの冬ごもり』…冬眠と冬ごもり,着床遅延,サチコの体重について。[29]
  - 『クマの能力について』…木登り,噛む力,視力などについて。[30]
  - 『クマの食べ物』…野生での食事,牧場での食事,クマの好き嫌い,嗅覚,クマ避けゴミ箱について。[31]
  - 『クマのお母さん』…出産や穴の中での子育ての初撮影,オッパイの成分,サトミのビデオ,ユキコについて。[32]
  - 『エゾヒグマのお話し』…毛色,視力,足,クマの赤ちゃん,事故防止について。[33]
  - 『リスについて』…牧場のリスについて。北海道の3種類のリスについて。それぞれのリスの性格について。[34]

## 歴史年表
- 1958年、登別熊牧場（現のぼりべつクマ牧場）が開業。世界初の多頭飼育。
- 1965年、8月、登別で16頭が逸走[35]。
- 1969年、昭和新山熊牧場、定山渓熊牧場開業。
- 1973年、7月、阿蘇熊牧場（現阿蘇カドリー・ドミニオン）開業[36][37]。
- 1987年、7月16日、秋田八幡平熊牧場が開業[38]。
- 1990年、春、阿仁町が阿仁マタギの里熊牧場を開設[39]。この頃、定山渓の収益ピークに。
- 1991年、WSPAとALIVEによる調査と公表[40]。
- 1992年、WSPAが京都会議で登別を非難[41]。
- 1997年、ALIVEが熊牧場を再調査[40]。
- 1998年、「温根湯熊牧場」廃業。
- 2000年、ALIVE代表（野上ふさ子）が週刊金曜日11月17日号に「野生動物を家畜化する「クマ牧場」のやりたい放題」を寄稿[42]。
- 2001年、5月26日、ALIVEが八幡平非難ビデオを制作しインターネットに公開[43]。
- 2003年、阿蘇のゾウ借入をALIVEと野党が阻止。WSPAとALIVEによる熊牧場の再調査と報告公表[44][40]。
- 2004年、1月、定山渓熊牧場閉鎖。
- 2005年、8月、世界動物園水族館協会が熊牧場を視察[45]。12月、日本動物園水族館協会が登別と阿蘇に改善勧告[46]。
- 2006年、4月29日、日本初のベアマウンテン開業。
- 2007年、ベアマウンテンが冬ごもり実験開始。
- 2008年、12月26日、ALIVEがWSPA制作の熊牧場非難ビデオをインターネットに公開[47][48]。
- 2009年、1月、パンくん問題で阿蘇が日動水と絶縁。
- 2010年、10月、八幡平に愛知県豊田市から親子のツキノワグマ搬入[38]。
- 2011年、4月30日、登別が日動水を退会[49]。10月28日、ALIVEが再び八幡平非難ビデオを製作しインターネットに公開[43]。
- 2012年、4月20日、秋田八幡平熊牧場で羆6頭逸走、従業員2名噛殺（秋田八幡平クマ牧場事件）。6月1日、八幡平熊牧場閉鎖。
- 2013年、夏、阿仁マタギの里熊牧場がリニューアル予定[50]。
- 2022年、秋、のぼりべつクマ牧場が市民ZOOネットワークのエンリッチメント大賞2022において「持続可能なエンリッチメントの取り組み」として努力賞を受賞[51]。

※略称：「WSPA」-世界動物保護協会(ロンドン)、「ALIVE」-地球主物会議(東京：代表野上ふさ子)、「日動水」-日本動物園水族館教会、「登別」-のぼりべつクマ牧場、「阿蘇」-阿蘇カドリー・ドミニオン、「定山渓」-定山渓熊牧場、「八幡平」-秋田八幡平熊牧場。